# جاك جوغلر

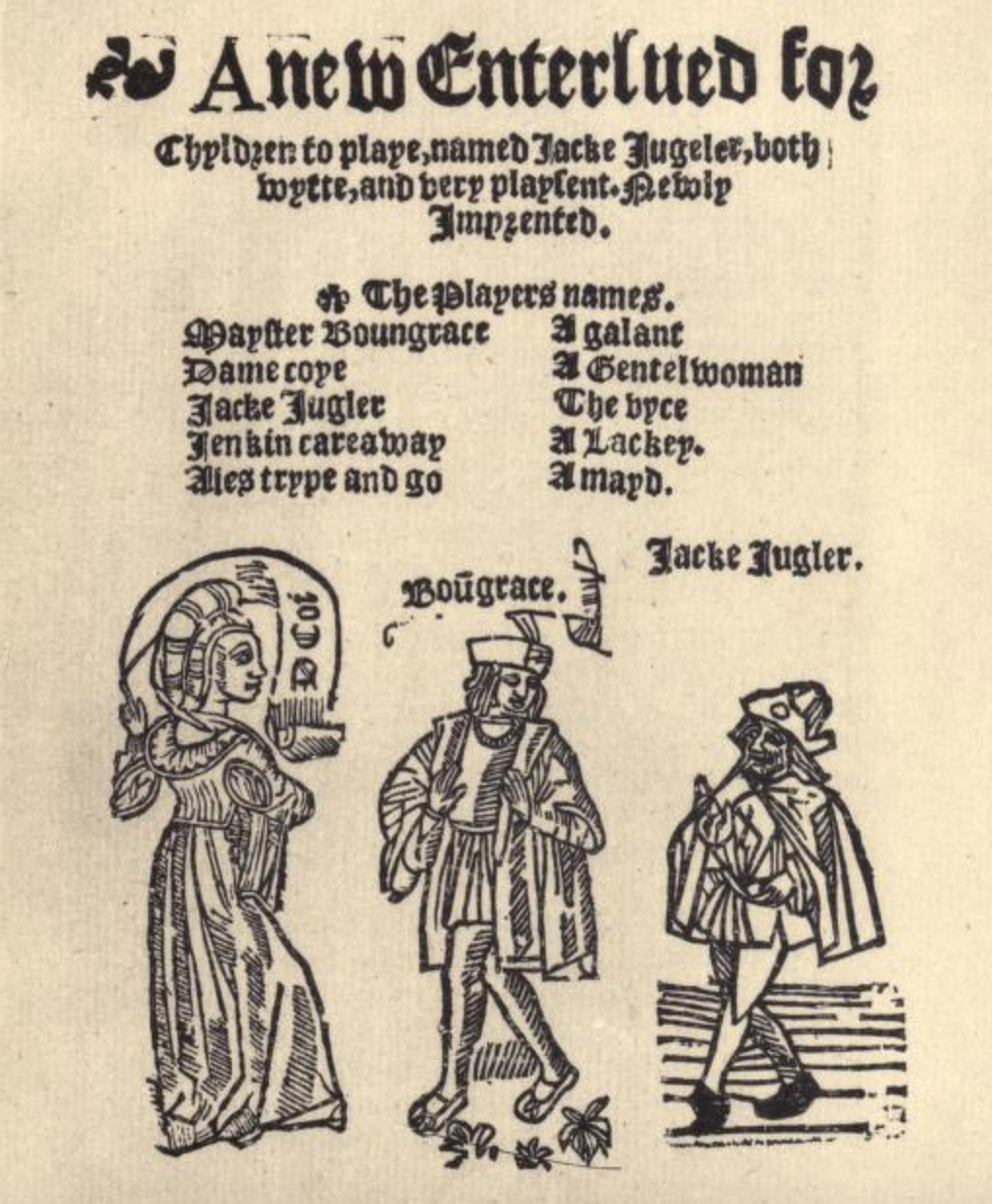
مسرحية جاك جغلر

جاك جغلر (العنوان الكامل: فترة فاصلة جديدة للأطفال من أجل اللعب باسم جاك جغلر، كلاهما بارعين ومسليين و مرحين) هي فترة تداخل كوميدي مجهول من القرن السادس عشر، يعد أحد أقدم الأمثلة للكوميديا باللغة الإنجليزية إلى جانب رالف روستر دوستر وغامر غورتون نيدلز .يعتقد ان المسرحية كتبت في وقت بين عام 1553 و1561 وتم نشرها لأول مرة في عام 1562.  مؤلف المسرحية غير مؤكد ، ومع ذلك فقد اقترح أن تكون من عمل مدير مدرسة لندن ، نيكولاس أودال .  كما يشير العنوان الكامل ، فإن المسرحية كانت على الأرجح تؤديها فرقة من الممثلين الأطفال ربما في المحكمة خلال موسم عيد الميلاد.  الحبكة مستوحاة من أمفيتريون من الكاتب المسرحي الروماني الهزلي بلاوتوس .

## الشخصيات
- جاك جغلر - نائب
- جينكين كارواي - خادم لجاك جوغلر
- السيد بونغريس - شجاع.
- سيدة كوي - امرأة لطيفة
- Alice Trip and Go - خادمة.

## ملخص

### مقدمة
تبدأ المقدمة باقتباس لاتيني من Distichs of Cato والذي يترجم على النحو التالي ، «من بين أعمالك الحذرة ، استخدم أحيانًا المرح والفرح [بحيث] لا يوجد عمل جسدي ، أو ينكسر دماغك أو يزعجك.» يمضي المتحدث في المقدمة في شرح أهمية الترفيه والبهجة على أنهما يعيدان النشاط إلى الذهن ويقدم العمل التالي باعتباره قائمًا على كوميديا لـ بلوتوس والتي لن تقدم أي أمر جاد ، بل تكون خفيفة القلب وروح الدعابة.

### المسرحية
جينكين كارواي هو خادم كسول يروي الأكاذيب لخلق خلاف بين الزوجين اللذين يعمل من أجلهما ، سيد بونغريس و ديمي كوي . يقرر جاك جغلر  مزحة Careaway من خلال ارتداء ملابس Careaway والتظاهر بأنه هو. عندما يحاول Careaway تقديم شكوى إلى سيده وعشيقته بشأن المزحة ، فإنهم لا يصدقونه لأنهم يعرفون أنه كاذب.

## التاريخ والنص
تم إدخال جاك جغلر في سجل شركة القرطاسية في كاليفورنيا. نوفمبر 1562 بواسطة الطابعة وليام كوبلاند.  المسرحية على قيد الحياة في ثلاث طبعات: كاليفورنيا. 1562 ، كاليفورنيا. في عامي 1565 و 1570 ، طبع جون ألدي النسخة النهائية بعد وفاة كوبلاند عام 1569.  